# Distretto di Sjevjerodonec'k
Il distretto di Sjevjerodonec'k (in ucraino Сєвєродонецький район?, Sjevjerodonec'kij rajon) è un distretto nell'oblast' di  Luhans’k in Ucraina. Il suo centro amministrativo è la città di Sjevjerodonec'k  Ha una popolazione di 369 539 abitanti.
È stato creato nel luglio 2020 nell'ambito della riforma delle divisioni amministrative dell'Ucraina.
L'area del distretto è controllata dalla Repubblica Popolare di Lugansk, che continua a utilizzare le vecchie divisioni amministrative dell'Ucraina precedenti al 2020.